# بعد از پنج
بعد از پنج (انگلیسی: After Five) یک فیلم کمدی مهیج صامت سیاه و سفید به کارگردانی سیسیل بی. دمیل و اسکار آپفل است که در سال ۱۹۱۵ منتشر شد.